# Grzegorz Błaszczyk
Grzegorz Błaszczyk, född  19 september 1953 i Poznań, är polsk historiker och professor vid Adam Mickiewicz-universitetet. Hans huvudområde är Litauens historia.